# اولاد زوای
اولاد زوای (به عربی: أولاد زوای) یک شهرداری در الجزایر است که در استان ام‌البواقی واقع شده‌است. اولاد زوای ۴٬۵۷۸ نفر جمعیت دارد.